# Primera División de baloncesto en silla de ruedas
La Primera División de baloncesto en silla de ruedas es la segunda división de la liga profesional de baloncesto en silla de ruedas, para equipos de España compuestos por jugadores y jugadoras. El organizador del torneo es la Federación Española de Deportes de Personas con Discapacidad Física (FEDDF).

## Palmarés
| Temporada | Campeón                  | Subcampeón                |
| --------- | ------------------------ | ------------------------- |
| 2014-15   | Abeconsa Basketmi Ferrol | Servigest Burgos          |
| 2015-16   | Caja Vital Zuzenak       | Servigest Burgos          |
| 2016-17   | BSR Vistazul             | Servigest Burgos          |
| 2017-18   | Fundación Vital Zuzenak  | Servigest Burgos          |
| 2018-19   | CB Las Rozas FDI         | Abeconsa Basketmi Ferrol  |
| 2019-20   | Casa Murcia Getafe BSR   | Abeconsa Basketmi Ferrol  |
| 2020-21   | Abeconsa Basketmi Ferrol | UCAM Murcia BSR           |
| 2021-22   | Abeconsa Basketmi Ferrol | Joventud BCR              |
| 2022-23   | Servigest Burgos         | IMF Smart Education Getaf |